# Ophiuche crambalis
Ophiuche crambalis är en fjärilsart som beskrevs av Achille Guenée 1854. Ophiuche crambalis ingår i släktet Ophiuche och familjen nattflyn. Inga underarter finns listade i Catalogue of Life.